# Nébiélianayou (Burkina Faso)
Nébiélianayou est une commune et le chef-lieu du département de Nébiélianayou de la province de Sissili dans la région du Centre-Ouest au Burkina Faso.